# 아즈테카 우노
아즈테카 우노(스페인어: Azteca Uno)는 멕시코의 텔레비전 네트워크이다.